# Mikael Forssell
Mikael Forssell   (Steinfurt, 15 de març de 1981) és un exfutbolista finlandès de la dècada de 2000.
Fou 87 cops internacional amb la selecció finlandesa.
Pel que fa a clubs, destacà a Chelsea FC, Crystal Palace FC, Borussia Mönchengladbach, Birmingham City FC, Hannover 96 i Leeds United FC.